# Trent Acid
Michael Verdi (né le 12 novembre 1980 et mort le 18 juin 2010) est un catcheur américain plus connu sous le nom de Trent Acid. Il est surtout connu pour son travail à la Combat Zone Wrestling (CZW) où il a remporté à trois reprises le championnat du monde poids-lourds Junior ainsi que le championnat par équipe avec Johnny Kashmere. Ensemble ils ont aussi travaillé à la Ring of Honor de 2002 à 2004 et ont remporté le championnat du monde par équipe. Il est mort le 18 juin 2010 à son domicile des suites d'une overdose.

## Carrière

### Débuts à laJersey All Pro Wrestling
Il fait ses débuts en tant que catcheur à la Jersey All Pro Wrestling (JAPW), une fédération du New Jersey le 31 octobre 1997 où il remporte un match par équipe avec Twiggy Ramirez. Il fait ensuite équipe avec Billy Reil avec qui il remporte le 29 janvier 1999 le titre de champion par équipe de la JAPW. Leur règne est assez court puisqu'ils perdent leur titre le 26 février. 

### Combat Zone Wrestling
Il arrive à la Combat Zone Wrestling (CZW) le 19 juin 1999 où il perd face à White Lotus. Le 16 octobre il participe à la première édition de Cage of Death, le principal show annuel de la CZW, où il affronte White Lotus puis il fait équipe avec ce dernier pour vaincre Johnny Kashmere et Robby Mireno.
Le 1er avril 2000 il fait équipe avec Ty Street et ensemble ils perdent un match pour le championnat par équipe de la CZW face à Russ et Charlie Haas. Le 9 juin, il remporte le championnat du monde poids-lourds Junior de la CZW et garde ce titre jusqu'au 1er juillet. Le lendemain, son nouvel équipier Johnny Kashmere avec qui il forme The Backseat Boyz, remporte le championnat par équipe de la CZW à la suite de sa victoire face aux frères Haas dans un match à handicap. Ils défendent leur titre avec succès le 22 juillet face à Nick Mondo et Ric Blade avant de le perdre face à ces derniers le 12 août,. Trent affronte Mondo le 9 septembre à Cage Of Death II ... After Dark mais le match finit en No contest
. Le 10 octobre Trent perd un match à handicap où le titre par équipe de Mondo et Blade était en jeu et il cesse pour un temps de travailler avec Kashmere à la CZW. 
Le 20 janvier 2001 il remporte un match à handicap face à Eddie Valentine et les Briscoe Brothers (Jay et Mark Briscoe). Il participe le 19 mai à la première édition du tournoi Best Of The Best où il arrive en finale où il perd face à Winger. Le 28 juillet, avec Johnny Kashmere ils deviennent pour la deuxième fois champion par équipe de la CZW après leur victoire face aux frères Briscoe. Le 19 août il remporte pour la deuxième fois le championnat du monde poids-lourds Junior de la CZW et perd le titre le 2 décembre au détriment de Ruckus dans un Three Way match qui a impliqué aussi Winger. Il affronte Ruckus dans un match pour le titre poids-lourds Junior à Cage of Death III et remporte pour la troisième fois ce titre.
Le 12 janvier 2002, il conserve son titre individuel face à Ruckus et Winger. Le 9 mars les Backseat Boyz perdent leur titre par équipe face à Eddie Valentine et Jon Dahmer. Le 27 avril, il affronte Justice Pain pour le championnat du monde poids-lourds mais le match se termine en No contest. Le 11 mai, il conserve son titre face à Jerry Lynn puis il remporte la deuxième édition de Best of the Best en battant Jody Fleisch en finale,. Le 10 août, les Backseat Boyz aidés de Nick Berk et Ty Street affrontent Azrael, Gabriel, Todd Sexton et Tony Stradlin dans un War Games match que l'équipe de Trent perd. Il remporte un Tables, Ladders and Chairs match par équipe avec Johnny Kashmere face à Nick Mondo et Ric Blade à Cage of Death IV le 14 décembre. Il finit l'année 2002 en conservant son titre face à Sonjay Dutt le 28 décembre.
Le 18 janvier 2003, Trent perd son titre de champion du monde poids-lourds Junior face à Ruckus malgré les interventions de Kashmere en sa faveur pendant le match. Le 8 février, Acid et Kashmere remportent pour la troisième fois le championnat par équipe de la CZW après leur victoire face à H8 Club ((Nate Hatred et Nick Gage). Il affronte Nick Mondo pour le titre de champion Iron Man le 8 mars mais il perd ce match de championnat. Il participe au tournoi Best of the Best où il échoue en demi-finale face à Sonjay Dutt après avoir été attaqué par Homicide. Le 10 mai, Trent affronte celui qui l'a agressé à Best of the Best mais perd ce match et furieux après sa défaite il a porté un coup de pied à son adversaire et à la suite de cette attaque B-Boy est intervenu en faveur d'Homicide et Mafia lui s'en ai pris à B-Boy. À la suite de ce match, Acid et B-Boy ont fait équipe le 20 juillet pour vaincre Homicide et Mafia. Les Backseat Boyz conservent leur titre le 9 août face à Adam Flash et Ian Knoxxx avant de le perdre face à ces derniers le 23 août dans un Triple Threat tag team match impliquant aussi Greg Matthews et Rockin' Rebel,. Le 13 septembre il remporte un tournoi pour remporter le championnat Iron Man vacant où il a éliminé Tony Mamaluke puis Chris Hero avant de battre Jimmy Rave et Nick Gage en finale dans un Iron Man match de 20 minutes. Le 4 octobre, les deux hommes se retrouvent sur le ring pour un match de championnat que Trent Acid remporte. Une semaine plus tard il participe à un Fatal four-way match pour le titre de champion des poids-légers de l'IWA Mid South où Sonjay Dutt a conservé son titre. Il est de la tournée de la CZW en Italie où le 25 octobre il défend avec succès son titre de champion Iron man face à Ruckus et remporte plus tard un match en équipe avec B-Boy face à Ruckus et Sonjay Dutt. Le 13 décembre à Cage of Death V il perd son titre de champion Iron man face à Jimmy Rave et il participe au match phare de la soirée, un Cage of Death match (une varante plus hardcore du War Games match), où il fait équipe avec Adam Flash, B-Boy, Johnny Kashmere, Nate Hatred et The Messiah qu'ils perdent face à Ian Knoxxx, Lobo, New Jack, Nick Gage, Wifebeater et Zandig.
Le 16 janvier 2004, Trent et Johnny Kashmere conservent leur titre par équipe après leur victoire sur Alex Shelley et Jimmy Jacobs mais ils le perdent le lendemain après avoir perdu avec Justin Credible un match par équipe face à Derek Frazier, Greg Matthews et Rockin' Rebel,. Il s'agit du dernier match des Backseat Boyz à la CZW, Kashmere a par la suite décidé de ne plus travailler pour John Zandig, le propriétaire de la CZW, et il a tenu avec Trent une interview où ils ont vivement critiqué la CZW. Trent est revenu à la CZW le 3 avril où il a remporté un match où sa carrière à la CZW était en jeu face à Teddy Hart. Le 1er mai il participe à un Table match par équipe de trois à élimination avec Nick Gage et Wifebeater qu'ils perdent face à The Messiah, Sabu et Adam Flash. Il fait une dernière apparition à la CZW où il est vaincu par Adam Flash avec l'aide de Teddy Hart. Il ne participe pas à Best of the Best IV alors qu'il est prévu qu'il remporte le championnat du monde poids-lourds de la CZW.
Il fait un retour surprenant le 14 juin 2008, la Pro Wrestling Unplugged qu'a créé Kashmere et Acid à Philadelphie et la CZW étant en rivalité, où il perd face à Nick Gage. Il a ensuite perdu face à Drake Younger la semaine suivante et a battu Devon Moore,.
Il revient une dernière fois à la CZW le 9 mai 2009 et perd contre Sami Callihan. Il devient challenger pour le championnat du monde poids lourds de la CZW après avoir vaincu Callihan à Tournament Of Death VIII le 6 juin. Il échoue à deux reprises à remporter le titre majeur de cette fédération d'abord à Best Of The Best 9 la semaine suivante face à Drake Younger puis le 11 juillet face à Younger et Callihan,. Il revient ensuite le 12 septembre où il participe au show en hommage à Chris Cash où il bat Little Mondo puis en soirée il perd face à Jon Dahmer,. Il fait une dernière apparition le 10 octobre où il perd face à Greg Excellent.

### Ring of Honor(2002-2004)
Il fait son premier match à la Ring of Honor (ROH) avec Johnny Kashmere le 5 octobre 2002 lors de la première édition de Glory by Honor, et ensemble ils remportent leur match face à Homicide et Steve Corino. Le 28 décembre ils participent à un Three Way Tag Team match remporté par Special K (Angel Dust et Deranged) auquel a participé aussi la Da Hit Squad (Mafia et Monsta Mack).
Le 15 mars 2003, il participe avec Kashmere à un  Tag Team Scramble match remporté par A.J. Styles qui est devenu challenger pour le championnat du monde par équipe de la ROH auquel a participé aussi  The Carnage Crew (DeVito et Loc) et The SAT (Joel et Jose Maximo), Styles est devenu champion ce soir là avec Amazing Red. Par la suite les Backseat Boyz ont remporté des matchs par équipe sans enjeu face à  The Ring Crew Express (Dunn et Marcos), Da Hit Squad et Special K,,. L'équipe créative de la ROH décide d'utiliser la rivalité entre Acid et Homicide qui travaille assez régulièrement à la ROH et cette rivalité voit les deux hommes s'affronter à deux reprises : d'abord dans un combat sans disqualification le 28 juin qu'Acid remporte. Homicide remporte la deuxième rencontre où sa carrière à la ROH est en jeu le 6 septembre, auparavant les Backseat Boyz ont remporté un match impliquant The Ring Crew Express, Special K et The SAT. Deux semaines après ce match les Backseat Boyz deviennent champions par équipe de la ROH dans un Gauntlet match par équipe. Leur règne est cependant bref car les Backseat Boyz perdent leur titre le 16 octobre face à Dixie et Izzy. Il finit l'année 2003 par une victoire face à Sonjay Dutt le 27 décembre.
Le 29 janvier 2004, Acid et Kashmere remportent un match par équipe sans disqualification face à Special K ainsi que Justin Credible et Loc. Le 14 février, ils perdent un match pour le championnat par équipe de la ROH des Briscoe Brothers (Mark et Jay Briscoe).

## Vie privée
Michael Verdi se fait arrêter en 2009 à Philadelphie en possession de pilules de Percocet sans prescription médicale. Il est libéré sans payer de caution. Trent Acid a déjà été emprisonné durant 9 mois pour possession de drogues.
Le 18 juin 2010 on apprend le décès de Trent Acid. Il a en effet été retrouvé par sa mère, sans vie, à son domicile.

## Palmarès
- Assault Championship Wrestling
  - ACW Tag Team Championship (1 fois) - avec Johnny Kashmere

- Big Japan Pro Wrestling
  - BJW Junior Heavyweight Championship (1 fois)

- Combat Zone Wrestling
  - CZW Iron Man Championship (1 fois)
  - CZW World Junior Heavyweight Championship (3 fois)
  - CZW Tag Team Championship (4 fois) - avec Johnny Kashmere
  - Best of the Best (2002)

- East Coast Wrestling Association
  - ECWA Tag Team Championship (1 fois) - avec Johnny Kashmere

- Hardway Wrestling
  - HW Tag Team Championship (3 fois) - avec Johnny Kashmere

- Jersey All Pro Wrestling
  - JAPW Tag Team Championship (3 fois) - avec Johnny Kashmere (2) et Billy Reil (1)

- Juggalo Championship Wrestling
  - JCW Heavyweight Championship (1 fois)

- National Championship Wrestling
  - NCW Tag Team Championship (1 fois) - avec Johnny Kashmere

- New Midwest Wrestling
  - NMW Tag Team Championship (1 fois) - avec Billy Reil

- Phoenix Championship Wrestling
  - PCW Tag Team Championship (1 fois) - avec Johnny Kashmere

- Power Slam
  - PS 50 : 2002/47

- Pro Wrestling Illustrated
  - Classé 384e des 500 meilleurs catcheurs en 2009

- Pro Wrestling Unplugged
  - PWU Heavyweight Championship (1 fois)

- Ring of Honor
  - ROH World Tag Team Championship (1 fois) - avec Johnny Kashmere

- United States Xtreme Wrestling
  - UXW Heavyweight Championship (1 fois)
  - UXW Xtreme Championship (1 fois)
  - UXW United States Championship (1 fois)
  - UXW Tag Team Championship (1 fois) - avec Mike Tobin

- Urban Wrestling Alliance
  - UWA Light Heavyweight Championship (2 fois)
  - UWA Tag Team Championship (1 fois) - avec Billy Reil

- Autres titres
  - GWA Lightweight Championship (1 fois)